# Линейна тактика
Линейна тактика е теория и практика в подготовката и воденето на бой в линейни бойни редове при равномерно разпределение на войските (силите на флота) по фронта, съществувала през периода XVII – XIX век.

## Линейната тактика на сушата
Линейната тактика на сушата получава развитие във връзка с оборудването на сухопътните армии с огнестрелно оръжие и повишаване на ролята на огъня с него в боя. Войските при воденето на бой се разполагат в линия, състояща се от няколко редици (броя на които се определя в зависимост от скорострелността на оръжията), което позволява едновременното водене на огън от възможно най-голям брой оръжия. Тактиката на войските се свежда основно към фронтален сблъсък. Изхода от сражение до голяма степен се решава от мощта на пехотния огън.
Линейната тактика в Западна Европа се заражда в края на 16 – началото на 17 век в нидерландската пехота, където квадратните колони са заменени от линейни построения. Тя се внедрява от холандци в лицето на Мориц Оранскио и неговите братовчеди Вилхелм Лудвиг фон Насау-Диленбург и Йохан VII (Насау-Зиген). Затягането на дисциплината в армията, а също и подобряване на подготовката на офицерите, на което Мориц обръща особено внимание, му позволяват да построява своята армия в 10, а впоследствие и в 6 реда. В руските войски елементите на линейната тактика за първи път са използвани в сражението при Добриничи (1605). Пълно оформяне линейната тактика получава в шведската армия на Густав II Адолф в периода на Тридесетгодишна война 1618 – 1648, а след това е приета от всички европейски армии. За това способства увеличението в скорострелността на мускета и усъвършенстването на артилерията. Превъзходството на линейния боен ред над стария бон ред от колони окончателно се изяснява в сраженията при Брайтенфелд (1631) и Лютцен (1632), но едновременно се показват и отрицателните страни на този строй: невъзможност да се съсредоточат превъзхождащи сили на решаващ участък от боя, способност да се действа само на открита равнинна местност, слабост на фланговете и трудно осъществяване на маньовър от пехотата, поради което решаващо значение за изхода на боя придобива кавалерията. Наемните войници се държат в плътни линии с помощта на дисциплината на пръчката, а при нарушаване на строя бягат от бойното поле. Класическите си форми линейната тактика получава през 17 век, особено в пруската армия по времето на Фридрих Вилхелм I, а след това и на Фридрих II, който чрез жестоки тренировки довежда бойната скорострелност на всяка линия до 4,5 – 5 залпа в минута (това става възможно след внасяне на технически новости в конструкцията на пушките – такива, например, като едностранния шомпол).
 За отстрани недостатъците на линейната тактика, Фридрих II въвежда косия боен ред (батальоните настъпват с уширение), състоящо се от 3 линии батальони, имащи по 3 редици. Конницата се построява в 3 линии. Артилерията се намира в интервалите между батальоните, въвеждат се леки оръдия които се движат след кавалерията, на фланговете и пред бойния порядък. Използват се карета. Независимо от нововъведенията, линейната тактика във войските на Фридрих II продължава да остава шаблонна и негъвкава. Следва, обаче, да се отбележи, че линейното построяване с усиление в дълбочина по левия фланг, има много по-древна история, в частност, именно така през 371 г. до н.е. тиванската армия под предводителството на Епаминонд разгромява спартанската армия на цар Клеомброт в битката при Левктра.
Вида пехота, специално предназначена за използване с линейна тактика, се нарича линейна пехота. В течение приблизително на два века линейната пехота съставлява основната част от пехотата на страните на Европа.
Линейната тактика се използва и от някои видове конница. По едно време тежковъоръжената конница (рейтерите, гренадирите и кирасирите) използват линейна тактика яздейки („рейтерски строй“). По-късно драгуните и уланите започват да използват линейна тактика, бидейки в пеш строй в отбрана. Съответно, названието „линейна конница“ преминава от тежката конница към драгуните и уланите. хусарите през 15 – 17 век носят доспехи и атакуват в плътен строй. Към времената на наполеоновите войни цялата регулярна кавалерия използва за атака плътен строй (при преследване на отстъпващ противник се използва по-рехав строй) тъй като тактиката за всички видове регулярна кавалерия е еднаква – уставите са единни за цялата кавалерия. Казаците, калмиките и другите части на нерегулярната кавалерии в руската армия, сформирана по национален признак никога не са използвали линейната тактика, тъй като имат други задачи и не са предназначени за това по причина на слабото им строево обучение. Тази тактика не се използва също и от пандурите, башибозуците и т.н.

## Във ветроходния флот
Във ветроходния флот тактиката се заключава във формиране от корабите на линии, в които всички съдове са обърнати с борда си към противника, Такава линия, например, създават корабите, плаващи един зад друг в (строй килватер) и след това едновременно пуснали котва. Ако има повече от една линия, то обичайно в линия, по-близка до противника, се намират по-силните кораби. При среща с противника двата флота се построяват паралелно един на друг.
Алфред Махеан така описва възникването на линейната тактика:
| „ | …авторът има предвид тази характерна случка във войната от 1665 г., при която помага на действията на брандера, в същото време дава на последната особен статус в историята на морската тактика. При нея за пръв път, на практика се използва близка 'линия на баталията (close haulend line of battle)', неоспоримо приета като боен строй във флотите. Разбираемо е, че при достигане на флотовете на численост от осемдесет до сто кораби, както често се случва, такива линии страдат от големи недостатъци и по прекъсванията им, и по неправилни отстояния между съдовете; но общата цел на този строй е очевидна при всичките му несъвършенства в изпълнението. Обикновено честта за усъвършенстване на този строй се приписва на херцога на Йорк (впоследствие Джеймс II), но въпроса за това, на кого дължат това подобряване, има слабо значение за морските офицери на нашето време, по сравнение с този поучителен факт, че е изминало толкова много време между появата на големия ветроходен кораб с неговите бордови батареи и систематичното приемане на строя, който е най-добре приспособен за развиването на пълната сила на флота при взаимната поддръжка между неговите отделни кораби. За нас, имащи в ръцете си всички елементи на задачата, заедно с окончателния резултат, този, последният изглежда много лесен, почти очевиден. Защо за постигането му отива толкова много време на талантливите представители на онази епоха? Причината – и в това се заключава и урока за офицерите на нашето време – е несъмнено същата, вследствие на която остава неизвестен надлежащия боен строй днес – работата се заключава в това, че нуждите на войната не изискват от моряците щателно обмислени решения по този предмет дотогава, докато Холандия не среща, най-накрая, в лицето на Англия равностоен съперник по море. Логиката, на която се основава линията на баталията като боен строй, е ясна и проста, и макар тя да достатъчно позната на моряците, въпреки това няма да е излишно да приведем тук мисълта на цитирания по-горе автор, тъй като неговите разсъждения се отличават с изящество и точност, изцяло френски: „С увеличаването на силата на военния кораб и с усъвършенстването на неговите мореходни и бойни качества се проявява и еднаквия резултат в изкуството да го използваш… Колкото повече морските еволюции става по-изкусни, толкова тяхната важност расте от ден на ден. Това развитие изисква база, пункт, от който те да започват и към който да се връщат. Флота от военни кораби трябва винаги да е готов да посрещне неприятеля. Логично за това, такава база за морските еволюции е бойният строй. След това, с опразването на галерите, почти цялата артилерия се премества на борда на кораба, за това и възниква необходимостта да се държи кораба винаги в такова положение, че неприятеля да е по траверса му. От друга страна, е необходимо, нито един кораб от своя флот да не може да попречи на стрелбата по неприятелските съдове. Само един строй позволява да се удовлетворят напълно тези изисквания, това е – килватерния строй. Последния, затова и е избран, като единствения боен строй, а следователно и като базис за цялата тактика на флота. В същото време осъзнават, че това, за да може този боен строй, тази дълга тънка линия от оръдия, да не може да бъде повреден или разкъсан в най-слабите му звена, е необходимо в него да влизат само съдове ако не с равна сила, то, в крайна сметка, с еднакво силни бордове. Логически оттук следва, че едновременно с това, килватерната колона да бъде окончателен боен строй, се постановява и различието между линейните кораби, които са предназначени само за него, и по-малките съдове за други цели.“ Ако към изложеното прибавим и съображенията, които водят до извода, че линията на баталия е стегната линия, то задачата се явява напълно решена. Но алгоритъма на разсъжденията е и преди двеста и петдесет години толкова ясна, както е ясна сега, защо тя не се осъществява практически, толкова дълго? Част от отговора е, без съмнение затова, защото тогава старите традиции – традициите на галерните сражения – са достатъчно силни и замъгляват правилния поглед върху новите обстоятелства на новото време, главно поради това, че хората въобще по принцип се отнасят безхаберно към обяснение на съвремието, в което се намират, и при предприемането на съответстващото на това положение начин на действие. | “ |

Ветроходните кораби, специално построени за използване на линейна тактика, се наричат линейни кораби.
През 19 век се появяват фугасните снаряди („бомбически гюлета“), което води до постепенен отказ от линейната тактика, тъй като новите снаряди пробиват борда на линейните кораби, и неподвижните, предлагащи се бордове на корабите, стават лесни мишени. За последен път, линейната тактика (вече не в чист вид) е използвана по време на Кримската война.

## Във флота през 20 век
През 1899 г. британския адмирал Джон Фишер предлага при стрелба ориентирането да ставя по плясъците от паденето на снарядите. За това обаче се изисква унификация на артилерията (за да се избегне объркване в определянето кой плясък е на снаряд от главната и кой от среднокалибрената артилерии), централизирано управление на огъня от един общокорабен пост и разпространение на електрозадвижването, които да ускорят наводката на тежките оръдия. Така пристрелката може да се осъществява само от главния кораб, а плаващите след него в килватера да се ориентират по плясъците от неговите снаряди. Такъв строй на корабите, в килватерна колона (линия), напомня на линейната тактика при старинните ветроходни кораби и съответно също се нарича линейна тактика. Такава тактика се използва в хода на Първата световна война и няколко пъти в хода на Втората световна война.
В Руския флот, корабите от 20 век, предназначени за водене на бой в линия, се наричат линкори и линейни крайцери. Обаче опитите да се използват линейните крайцери в една линия с линкорите подлага първите на много голяма опасност, поради по-слабата им защита.